# Antonio de Yanguas
Antonio de Yanguas (* 12. April 1682 in Medinaceli; † 27. Oktober 1753 in Salamanca) war ein spanischer Komponist.
De Yanguas war zunächst Chorknabe an der Kollegialkirche in Medinaceli, dann Kaplan an der Kollegialkirche in Alcalá de Henares (Madrid) und Maestro de capilla an der Kirche Sant Cayetana in Madrid, an der Metropolitanbasilika in Santiago de Compostela und an der Kathedrale von Salamanca. An der Universität von Salamanca wirkte er zudem als Professor der Musik. De Yanguas komponierte zahlreiche Kirchenmusikwerke, die im Archiv der Kathedrale von Salamanca aufbewahrt werden.